# Stephen Baxter
Stephen Baxter (Liverpool, 1957. november 13. –) angol sci-fi-szerző. Matematikusi és mérnöki diplomákat szerzett, majd egy darabig tanárként dolgozott. Jelentkezett űrhajósnak is, de amikor nem járt sikerrel, minden energiáját az írás felé fordította. 2006 óta a nemzetközi H. G. Wells-társaság alelnöke.

## Munkássága
Első elbeszélése, a Xeelee Flower 1987-ben jelent meg az Interzone magazinban, és ezzel egyúttal megkezdte annak az önálló világnak a megalkotását, amelyben azóta is számos műve játszódik. Például Raft című bemutatkozó regénye 1991-ből, aminek hősei egy olyan univerzumba kerülnek, ahol a gravitációs kölcsönhatások sokkal erősebbek.
A távoli jövő intergalaktikus civilizációi mellett szívesen fordítja figyelmét saját bolygónk történelme felé is, alternatív idővonalakat képzelve el. Ezek közül a legismertebb az Időhajók című regény, amely H. G. Wells Az időgépének folytatása. De írt már könyveket arról, mi lett volna, ha fennmaradnak és értelmessé fejlődnek különböző ősállatok, vagy mi lett volna, ha a NASA az Apollo-küldetések után nem az űrállomás-programot erőlteti, hanem folytatja a Naprendszer felfedezését, Manifold-trilógiájának (Time, Space, Origin) pedig minden egyes kötete a Fermi-paradoxon egy-egy lehetséges magyarázatát adja.
Művei számos díjat nyertek mind hazájában, mind külföldön. Arthur C. Clarke-kal először 1997-ben dolgozott együtt, ennek eredménye egy novella lett, a Drót-kontinuum, melyet a Galaktika 176-os számában olvasható magyarul. 2000-ben következett egy regény, a Light of Other Days, majd 2003 és 2007 között az Időodisszeia-trilógia. Ez utóbbi három, közösen írt regényük (Az idő szeme, Napvihar, Elsőszülöttek) magyarul is megjelent. Ezután Baxter ismét a maga útját járta, történelminek álcázott fantasztikus regénysorozatot írt egy különös próféciáról és annak évszázadokon átnyúló hatásairól. Legújabb műve egy duológia (Flood, Ark), amely egy, a Földet elpusztító globális özönvízről és a kevés túlélő új otthont kereső, csillagok közötti útjáról szól.
Magyarul az Időodisszeia-trilógián, a Régmúlt napok fényén, az Időhajókon és az Antijégen kívül néhány novellája jelent meg, köztük a Hugo-díjra jelölt Gravitációs kút és Az utolsó kapcsolatfelvétel. A Delta Vision kiadó elkezdte kiadni a Terry Pratchettel közösen írt A hosszú Föld-kvintett köteteit 2015-től. Ezek A hosszú Föld, A hosszú háború, A hosszú Mars, The Long Utopia és a The Long Cosmos.

## Magyarul
- Arthur C. Clarke–Stephen Baxter: Időodisszeia; ford. Gálvölgyi Judit; Metropolis Media, Bp., 2006–2007 (Galaktika fantasztikus könyvek)
  - Az idő szeme; 2006
  - Napvihar; 2007
- Arthur C. Clarke–Stephen Baxter: Elsőszülöttek. Időodisszeia harmadik könyv; ford. Sarkadi Zsuzsanna, Németh Attila; Metropolis Media, Bp., 2009 (Galaktika fantasztikus könyvek)
- Arthur C. Clarke–Stephen Baxter: Régmúlt napok fénye; ford. J. Magyar Nelly; Metropolis Media, Bp., 2011 (Galaktika fantasztikus könyvek)
- Időhajók; ford. Hidy Mátyás; Metropolis Media, Bp., 2012 (Galaktika fantasztikus könyvek)
- Antijég; ford. Hidy Mátyás; Metropolis Media, Bp., 2014 (Galaktika fantasztikus könyvek)
- Terry Pratchett–Stephen Baxter: A Hosszú Föld. A Hosszú Föld-sorozat 1.; ford. Sziklai István; Delta Vision, Bp., 2015
- Terry Pratchett–Stephen Baxter: A Hosszú háború. A Hosszú Föld-sorozat 2.; Delta Vision, Bp., 2016
- Terry Pratchett–Stephen Baxter: A Hosszú Mars. A Hosszú Föld-sorozat 3.; ford. Sziklai István; Delta Vision, Bp., 2018
- Terry Pratchett–Stephen Baxter: A Hosszú utópia. A Hosszú Föld-sorozat 4.; ford. Sziklai István; Delta Vision, Bp., 2019
- Terry Pratchett–Stephen Baxter: A Hosszú Kozmosz. A Hosszú Föld-sorozat 5.; ford. Sziklai István; Delta Vision, Bp., 2020